# Панджа-Сахиб
Панджа-Сахиб (англ. Panja Sahib) — гурудвара в пакистанском городе Хасан-Абдал (что в 30 км от Равалпинди), один из основных центров паломничества сикхов.

## Легенда основания храма
Гуру Нанак вместе с Бхаи Марданом посетил город Хасан-Абдал в 1521 году. В прохладной тени дерева, Гуру и Бхаи начали петь киртан (священные гимны) и их паломники собрались вокруг. Это вызвало раздражение у суфийского святого Вали Кандхари, но он не смог помешать им.
Согласно легенде, Бхаи Мардана трижды ходил к Вали Кандхари и просил налить ему немного воды, чтобы утолить жажду. Однако, Вали отказывался угостить Бхаи и хамил в ответ. Так, Вали иронически заметил: «Почему бы тебе не попросить Бога, которому вы служите, дать тебе воды?». Мардана вернулся к Гуру очень расстроенным и сказал: «Господи! Я предпочту умереть от жажды, но не пойду больше к этому эгоисту Вали». Гуру ответил: «О, Бхаи Мардана! Повторяй имя Бога Всемогущего! И ты будешь пить воду в своё удовольствие».
Гуру отбросил в сторону большой камень (что лежал неподалёку) и из-под него открылся чистый источник воды. Бхаи Мардана утолил свою жажду и отблагодарил Гуру. С другой стороны, примерно в это же время, источник, около которого сидел Вали Кандхари, — иссяк.
Вали в отчаянии сбросил большой камень с горы на Гуру, но Нанак остановил камень, оставив отпечаток своей ладони на нём. Кандхари признал, что Нанак совершил чудо, остановив рукой кусок скалы и стал последователем Гуру.
В память об этих событиях сикхский генерал Хари Сингх Налва (1791–1837) построил в Хасане-Абдале храм и нарёк его Панджа-Сахиб.